# Carnival Diablos
Albums de Annihilator
Criteria for a Black Widow
(1999) Waking the Fury
(2002)
Carnival Diablos est le huitième album studio du groupe de metal Annihilator, sorti en 2001. C'est le premier avec Joe Comeau comme chanteur.

## Liste des titres
Toute la musique est composée par Jeff Waters.
| No  | Titre                                                       | Paroles        | Durée |
| --- | ----------------------------------------------------------- | -------------- | ----- |
| 1.  | Denied                                                      | Joe Comeau     | 5:24  |
| 2.  | The Perfect Virus                                           | Jeff Waters    | 4:44  |
| 3.  | Battered                                                    | Waters         | 5:22  |
| 4.  | Carnival Diablos                                            | Comeau         | 5:08  |
| 5.  | Shallow Grave                                               | Waters, Comeau | 4:22  |
| 6.  | Time Bomb                                                   | Waters, Comeau | 4:49  |
| 7.  | The Rush                                                    | Waters, Comeau | 4:50  |
| 8.  | Insomniac                                                   | Waters         | 6:15  |
| 9.  | Liquid Oval                                                 | (Instrumental) | 3:51  |
| 10. | Epic of War                                                 | Waters         | 5:47  |
| 11. | Hunter Killer (contient la piste cachée "Chicken and Corn") | Waters         | 9:10  |

## Personnel
- Jeff Waters - guitare, basse, production, mixage
- Joe Comeau - chant
- Ray Hartmann - batterie
- David Scott Davis - guitare (en live)
- Russ Bergquist - basse (en live)